# Рояківська сільська рада
Роякі́вська сільська́ ра́да — адміністративно-територіальна одиниця та орган місцевого самоврядування в Кегичівському районі Харківської області. Адміністративний центр — село Рояківка.

## Загальні відомості
- Рояківська сільська рада утворена в 1959 році.
- Територія ради: 44,044 км²
- Населення ради: 990 осіб (станом на 2001 рік)

## Історія
Софіївська; Рояківська — 17.11.1986 року.

## Населені пункти
Сільській раді підпорядковані населені пункти:
- с. Рояківка
- с. Гутирівка
- с. Дальнє
- с. Софіївка

## Склад ради
Рада складається з 16 депутатів та голови.
- Голова ради: Вабіщевич Людмила Іванівна
- Секретар ради: Бойко Надія Михайлівна

### Керівний склад попередніх скликань
| Прізвище, ім'я, по батькові | Основні відомості                                                                       | Дата обрання | Дата звільнення |
| --------------------------- | --------------------------------------------------------------------------------------- | ------------ | --------------- |
| Вабіщевич Людмила Іванівна  | Сільський голова, 1970 року народження, освіта середня спеціальна, член Народної партії | 26.03.2006   | 31.10.2010      |
| Вабіщевич Людмила Іванівна  | Сільський голова, 1970 року народження, освіта середня спеціальна, член Партії регіонів | 31.10.2010   |                 |

Примітка: таблиця складена за даними сайту Верховної Ради України

### Депутати
За результатами місцевих виборів 2010 року депутатами ради стали:

#### За суб'єктами висування
| Суб'єкт висування                                       | Кількість обраних депутатів | %    |
| ------------------------------------------------------- | --------------------------- | ---- |
| Партія регіонів                                         | 15                          | 93,8 |
| Політична партія Всеукраїнське об'єднання «Батьківщина» | 1                           | 6,3  |

#### За округами
| № округу                                                | Прізвище, ім'я, по батькові      | Дата визнання обраним | Освіта             | Партійна приналежність                        | Відомості про обраного депутата              |
| ------------------------------------------------------- | -------------------------------- | --------------------- | ------------------ | --------------------------------------------- | -------------------------------------------- |
| Партія регіонів                                         |                                  |                       |                    |                                               |                                              |
| 2                                                       | Варич Станіслав Анатолійович     | 04.11.2010            | середня            | член Партії регіонів                          | ПОСП"Рояківка, товаровід                     |
| 3                                                       | Куйко Тетяна Григорівна          | 04.11.2010            | середня            | член Партії регіонів                          | Софіївська загальноосвітня школа, вчитель    |
| 4                                                       | Колотюк Василь Іванович          | 04.11.2010            | середня            | член Партії регіонів                          | ПОСП"Рояківка, механізатор                   |
| 5                                                       | Піловець Генадій Іванович        | 04.11.2010            | вища               | член Партії регіонів                          | ПОСП"Рояківка, механізатор                   |
| 6                                                       | Зінюк Володимир Григорович       | 04.11.2010            | середня            | член Партії регіонів                          | ПОСП"Рояківка, слюсар                        |
| 7                                                       | Сидоренко Світлана Володимирівна | 04.11.2010            | середня            | член Партії регіонів                          | Рояківська сільська рада, головний бухгалтер |
| 8                                                       | Бойко Вадим Анатолійович         | 04.11.2010            | середня            | член Партії регіонів                          | ПОСП «Софіївка», водій                       |
| 9                                                       | Крячко Любов Михайлівна          | 04.11.2010            | вища               | член Партії регіонів                          | Софіївська загальноосвітня школа, вчитель    |
| 10                                                      | Бойко Надія Михайлівна           | 04.11.2010            | середня            | член Партії регіонів                          | Рояківська сільська рада, секретар           |
| 11                                                      | Приходько Вадим Володимирович    | 04.11.2010            | середня            | член Партії регіонів                          | ПОСП"Рояківка, механізатор                   |
| 12                                                      | Бойко Валентин Григорович        | 04.11.2010            | середня            | член Партії регіонів                          | ПОСП"Рояківка, механізатор                   |
| 13                                                      | Дігтяр Ліна Миколаївна           | 04.11.2010            | середня            | член Партії регіонів                          | СофіївськийСБК, директор                     |
| 14                                                      | Сердечна Аліна Олександрівна     | 04.11.2010            | вища               | член Партії регіонів                          | тимчасово не працює                          |
| 15                                                      | Мелещенко Іван Миколайович       | 04.11.2010            | середня спеціальна | член Партії регіонів                          | пенсіонер                                    |
| 16                                                      | Кравченко Олена Володимирівна    | 04.11.2010            | середня            | член Партії регіонів                          | тимчасово не працює                          |
| Політична партія Всеукраїнське об'єднання «Батьківщина» |                                  |                       |                    |                                               |                                              |
| 1                                                       | Скидан Віра Миколаївна           | 04.11.2010            | середня спеціальна | член Всеукраїнського об'єднання «Батьківщина» | ПОСП «Рояківка»                              |